# Список серий телесериала «Королёк — птичка певчая»
Список серий турецкой многосерийной телевизионной драмы «Королёк — птичка певчая», снятая по одноимённому роману Решата Нури Гюнтекина. Премьера состоялась 24 сентября 2013; финальный показ состоялся 17 мая 2014 года.

## Список серий
| № | Название                                                                                                 | Режиссёр                       | Сценарист    | Показ в Турции   | Зрители Турции (в миллионах) |
| --- | --- | ------------------------------ | ------------ | ---------------- | ---------------------------- |
| 1 | «Большая любовь начинается с ссоры» «Büyük Aşklar Kavgayla Başlar»                                       | Чаган Ырмак Доган Умит Караджа | Севги Йылмаз | 24 сентября 2013 | 4,08                         |
| Фериде, которую в детстве за её живость и любовь к шалостям прозвали Корольком, в раннем возрасте потеряла мать. Отец, будучи военным, решает отправить девочку во французский пансион. Спустя несколько лет приходит известие о смерти отца Фериде. Сирота остаётся на попечении тёти Бесиме и её мужа Сейфеттина. Фериде и Кямран с детства влюблены друг в друга, но никто из них не хочет этого признать. | |                                |              |                  |                              |
| 2 | «Все хорошие люди созданы улыбками их отцов» «Bütün İyi Adamlar Babalarının Gülüşlerinden Yaratılmıştır» | Чаган Ырмак Доган Умит Караджа | Севги Йылмаз | 1 октября 2013   | 4,29                         |
| Фериде, узнав о тайной связи Кямрана с вдовой Нериман, соглашается хранить тайну взамен на одну услугу. Фериде становится центром внимания в пансионе. В страну приходит чума. Сейфеттин, отправившийся в Бурсу за новыми тканями, несколько дней не дает о себе знать. По настоянию матери Кямран решает отправиться на поиски отца. | |                                |              |                  |                              |
| 3 | «Сможешь ли вернуть назад?» «Geri Döndürebilir Misin?»                                                   | Чаган Ырмак Доган Умит Караджа | Севги Йылмаз | 8 октября 2013   | 4,3                          |
| По пансиону ползут слухи об измене Кямрана. Вдова Нериман, узнав о договоре Кямрана и Фериде, опасается, что может потерять своего любимого. Узнав, что он болен, Сейфеттин решает оставить семью. Его находят на дороге бродячие артисты и посылают за врачом. По стечению обстоятельств этим врачом оказывается Кямран. Селим просит Кямрана разрешения встречаться с Фериде. | |                                |              |                  |                              |
| 4 | «Любимые раны оставляют шрамы» «Gözde Yarası Kalmış Kabuk»                                               | Чаган Ырмак Доган Умит Караджа | Севги Йылмаз | 22 октября 2013  | 3,9                          |
| Кямран интересуется у Фериде о её чувствах к Селиму. Тем временем о болезни Сейфеттина узнают Бесиме и Неджмие. Вместе со своим учителем Лазаром Кямран пытается вылечить отца, применяя новаторские методы. Фериде узнаёт, что Селим обманывал её. Неджмие застаёт брата с Нериман и обо всём рассказывает матери. | |                                |              |                  |                              |
| 5 | «Один из нас вернётся» «O Bize Yüzünü Dönünceye Dek»                                                     | Чаган Ырмак Доган Умит Караджа | Севги Йылмаз | 29 октября 2013  | 3,37                         |
| Селим решается на отчаянный шаг, чтобы завоевать Фериде. За опыты с переливанием крови Кямрана арестовывают. Он сбегает и прячется в лагере артистов. Сейфеттин не может простить сына. Дом Нериман громят озлобленные соседи. Кямран вступает в противостояние с Кадием. На рынке Сейфеттина избивают торговцы. Неджмие подозревает, что Селим хотел отравить Королька. Кадий приговаривает Кямрана к смерти. | |                                |              |                  |                              |
| 6 | «Книга ответов» «Yanıtlar Kitabı/Külbe-i Ahzan»                                                          | Чаган Ырмак Доган Умит Караджа | Севги Йылмаз | 5 ноября 2013    | 3,88                         |
| Чтобы спасти Кямрана, Фериде идёт на сделку с Левентом. Место Фериде в пансионе занимает другая девушка. После неудавшегося побега Нериман возвращается в дом Бесиме. Там она устраивает скандал с участием Неджмие. Фериде за помощь Кямрану разыскивает полиция. Кямран пытается выяснить, кто предал его. Неджмие говорит, что никогда не сможет простить родителей за любовь к Фериде и Кямрану. Сын кадия заражается чумой, и кадий принимает решение простить Кямрана. | |                                |              |                  |                              |
| 7 | «Любовью создавались миры» «Aşk Ki Alemler Onun Üzerine Yaratıldı»                                       | Чаган Ырмак Доган Умит Караджа | Севги Йылмаз | 12 ноября 2013   | 3,92                         |
| Отец заставляет Кямрана выбрать между Фериде и Нериман. Застав окровавленную Неджмие с Селимом, Кямран избивает друга. Сейфеттин, понимая, что натворила дочь, избивает её. Селим даёт обещание жениться на Неджмие. Кямран собирается жениться на Нериман, но чувства к Фериде не дают ему покоя. Неджмие мирится с матерью. Отец просит Кямрана прекратить общение с Фериде. Нериман понимает, что Кямран любит королька. Пока в доме Сейфеттина празднуют помолвку Селима и Неджмие, Левент обманом женит Селима и Фериде.                                                                                               | |                                |              |                  |                              |
| 8 | «Время никого не ждёт» «Zaman Kimseyi Beklemez»                                                          | Чаган Ырмак Доган Умит Караджа | Севги Йылмаз | 19 ноября 2013   | 3,01                         |
| Фериде ссорится с Неджмие. Эту ссору слышит Бесиме и на этот раз встаёт на сторону дочери. Обиженная Фериде покидает особняк. Левент требует от Нериман исполнения супружеского долга и той с трудом удаётся отбиться. Жена Васфи узнаёт о смерти мужа. Между Фериде и Кямраном завязываются тёплые отношения. Под давлением Фериде Мари рассказывает правду о Селиме. Услышав разговор Селима и Фериде, Кямран понимает, что Фериде не любит его. | |                                |              |                  |                              |
| 9 | «Senin Yurdun Benim»                                                                                     | Чаган Ырмак Доган Умит Караджа | Севги Йылмаз | 26 ноября 2013   | 3,61                         |
| Фериде рассказывает Кямрану историю с фонданами, чтобы убедить его в коварстве Селима. Селим, обесчестивший Неджмие, как считают обитатели особняка, клянётся Кямрану, что между ним и Фериде ничего нет. Фериде с Кямраном отправляются в пансион, чтобы Мари подтвердила историю с фонданами, но та отказывается что-либо говорить. Кямран разочаровывается в Фериде. В это время Бесиме находит в комнате Неджмие коробку с фонданами. | |                                |              |                  |                              |
| 10 | «Влюблённый Кямран» «Sevdalınız Kamran»                                                                  | Чаган Ырмак Доган Умит Караджа | Севги Йылмаз | 3 декабря 2013   | 4,17                         |
| Помолвку Неджмие и Селима расторгают. Неджмие, возмущенная таким исходом, говорит родителям, что ждёт ребёнка от Селима. Обиженная Фериде уезжает в Текирдаг к тёте Айше. Кямран следует за ней. Он признаётся девушке в любви, но та ничего не хочет слышать. Неджмие вскрывает вены. Сейфеттин, видя страдания дочери, соглашается на её брак с Селимом, но вскоре выясняется, что Селим уже женат на Фериде. | |                                |              |                  |                              |
| 11 | «Услада души» «Can Şenliğim»                                                                             | Чаган Ырмак Доган Умит Караджа | Севги Йылмаз | 10 декабря 2013  | 4,21                         |
| Нериман всё ещё надеется вернуть расположение Кямрана и отправляется за ним в Текирдаг. Чтобы не оказаться в тюрьме, Селим прикидывается сумасшедшим. По возвращении в Стамбул Фериде даёт согласие на брак Кямрану. | |                                |              |                  |                              |
| 12 | «Ты говоришь мне «да»» «Sen Bana Evet Dersen»                                                            | Чаган Ырмак Доган Умит Караджа | Севги Йылмаз | 17 декабря 2013  | 4,02                         |
| На празднике в пансионе Кямран делает Фериде предложение. Королёк в замешательстве убегает. Ложь о беременности Неджмие подрывает здоровье Сейфеттина. Но Неджмие готова на всё, лишь бы выйти замуж за Селима. | |                                |              |                  |                              |
| 13 | «Послание» «Aklımda»                                                                                     | Чаган Ырмак Доган Умит Караджа | Севги Йылмаз | 24 декабря 2013  | 4,48                         |
| Кямран воспринимает молчание Фериде как отказ и решает уехать в Европу. Фериде, узнав о решении Кямрана, покидает пансион, чтобы остановить его и дать согласие на брак. Все жители особняка, кроме Неджмие, рады такому исходу. Неджмие подаёт кадию жалобу, и Сейфеттин вынужден выдать её замуж за Селима. | |                                |              |                  |                              |
| 14 | «Доверие» «Güven»                                                                                        | Чаган Ырмак Доган Умит Караджа | Севги Йылмаз | 7 января 2014    | 3,85                         |
| Бесиме начинает готовиться к помолвке. Кямрану отказывают в возвращении в больницу и он устраивается работать в пансион. Неджмие переезжает в дом мужа, но тот вовсе не рад её присутствию и признаётся, что всего лишь использовал её. Нериман, узнав о предстоящей помолвке, обращается за помощью к Селиму. По пансиону распространяются неприятные слухи о Кямране. | |                                |              |                  |                              |
| 15 | «Между двумя людьми» «İki Kişi Arasında»                                                                 | Чаган Ырмак Доган Умит Караджа | Севги Йылмаз | 14 января 2014   | 4,26                         |
| Фериде отказывается верить в сплетни, но зерно сомнения поселяется в её душе. Кямран подозревает, что отдаление Фериде означает, что она его не любит. Сейфеттин вынужден приблизить дату помолвки. Фериде находит доказательство измены Кямрана. | |                                |              |                  |                              |
| 16 | «Муки сердца» «Şem ü Pervane»                                                                            | Чаган Ырмак Доган Умит Караджа | Севги Йылмаз | 21 января 2014   | 4,04                         |
| Фериде не верит объяснениям Кямрана. Гости, пришедшие на помолвку, расходятся так и не дождавшись жениха и невесту. Бесиме во всем винит Фериде. Из-за переживаний Фериде оказывается в больнице. | |                                |              |                  |                              |
| 17 | «Помолвка» «İnşirah»                                                                                     | Чаган Ырмак Доган Умит Караджа | Севги Йылмаз | 28 января 2014   | 4,67                         |
| Фериде и Кямран мирятся и назначают новую дату помолвки. Селим, несчастный в браке с Неджмие, нападает на Фериде в пансионе. В одной из больниц Кямран получает место врача. Бесиме, узнав, что Селим избивает жену, забирает Неджмие домой. | |                                |              |                  |                              |
| 18 | «93/3,6»                                                                                                 | Чаган Ырмак Доган Умит Караджа | Севги Йылмаз | 4 февраля 2014   | 5,46                         |
| Селим, воспользовавшись отсутствием мужчин, врывается в особняк, ранит Неджмие и похищает Фериде. Мюжгян рассказывает о произошедшем Кямрану и тот решает в обход полиции наказать Селима. Вместе с Юсуфом Кямран отправляется на поиски возлюбленной. Селим угрожает Фериде смертью, если она не станет его женой. | |                                |              |                  |                              |
| 19 | «Завтра будем мы» «Yarın Biziz»                                                                          | Чаган Ырмак Доган Умит Караджа | Севги Йылмаз | 11 февраля 2014  | 4,68                         |
| Фериде решает покончить жизнь самоубийством, но в последний момент её спасает Кямран. Селим пускается в бега и разрабатывает новый план мести. Узнав о беременности, Неджмие решает избавиться от ребёнка. Кямран настаивает на помолвке, но Бесиме оказывается против. В день помолвки Нериман объявляет о своей беременности от Кямрана. | |                                |              |                  |                              |
| 20 | «Гранатовая любовь» «Nar-ı Aşk»                                                                          | Чаган Ырмак Доган Умит Караджа | Севги Йылмаз | 18 февраля 2014  | н/д                          |
| Чтобы спасти счастье детей, Сейфеттин Бей делает Нериман заманчивое предложение. Сбежавший от полиции Селим объявляется в особняке и во время драки с Неджмие получает серьёзную травму. Селима увозят в больницу, а Неджмие в тюрьму. Кямран, узнавший о беременности Неджмие, решает взять вину на себя. Кадий даёт согласие на освобождение Кямрана в обмен на залог. Чтобы освободить жениха, Фериде решает продать особняк. | |                                |              |                  |                              |
| 21 | «La Tahzen»                                                                                              | Чаган Ырмак Доган Умит Караджа | Севги Йылмаз | 4 марта 2014     | 3,94                         |
| Особняк удаётся продать Азелье Ханым, у которой оказываются свои счёты к Кямрану. В тюрьме Левент совершает покушение на Кямрана. Сейфеттин женится на Нериман. Кямран выходит на свободу. Нериман переезжает жить в особняк. | |                                |              |                  |                              |
| 22 | «Любовь — тяжёлый труд» «Aşkın Ağır İşçiliği»                                                            | Чаган Ырмак Доган Умит Караджа | Севги Йылмаз | 11 марта 2014    | 3,73                         |
| Бесиме пребывает в шоковом состоянии от новости о второй жене. Все ждут объяснения, но Сейфеттин хранит молчание. Бесиме решает покинуть особняк. Фериде уезжает в пансион. | |                                |              |                  |                              |
| 23 | TBA | Чаган Ырмак Доган Умит Караджа | Севги Йылмаз | 18 марта 2014    | 3,73                         |
| Кямрану становится известно о чувствах Юсуфа к Фериде. Присутствие Нериман беспокоит обитателей особняка. Бесиме узнаёт правду о браке Сейфеттина с Нериман. Фериде и Мюжгян покидают особняк. Сейфеттин, считая, что Фериде уехала из-за того, что Бесиме рассказала ей правду, разводится с женой. Бесиме уходит из дома и находит поддержку у Азельи. | |                                |              |                  |                              |
| 24 | «Трудный выбор»                                                                                          | Чаган Ырмак Доган Умит Караджа | Севги Йылмаз | 3 апреля 2014    | 3,29                         |
| Кямрана охватывают муки совести. Азелья решает рассказать правду о беременности Нериман Корольку. Бесиме находит подтверждение своих опасений. Сейфеттин решает вернуть жену. Интриги Нериман приводят в бешенство весь дом и её выставляют на улицу. | |                                |              |                  |                              |
| 25 | «Сомнения»                                                                                               | Чаган Ырмак Доган Умит Караджа | Севги Йылмаз | 10 апреля 2014   | 2,29                         |
| Кямрана решает признаться во всем Фериде. Азелья спешит рассказать правду Фериде, но её останавливает Юсуф. Нериман оказывается в больнице, и Кямран вынужден её лечить. | |                                |              |                  |                              |
| 26 | TBA | Чаган Ырмак Доган Умит Караджа | Севги Йылмаз | 17 апреля 2014   | 2,47                         |
| Осознав, что была несправедлива к Фериде, Бесиме пытается сохранить счастье племянницы. Бесиме узнаёт о беременности дочери и решает скрыть этот факт от мужа. Фериде считает, что не может лишить ребёнка отца, и расстаётся с Кямраном. | |                                |              |                  |                              |
| 27 | TBA | Чаган Ырмак Доган Умит Караджа | Севги Йылмаз | 26 апреля 2014   | 2,48                         |
| Неджмие всё ещё пытается избавиться от ребенка, но Бесиме останавливает её. Вместе они решают после рождения отдать ребёнка бездетной женщине. Азелья считает Кямрана виновным в смерти своей сестры и готовится отомстить ему. В пансионе появляется новая воспитанница — непоседа Гюльдже. Фериде, которой грозит отчисление из-за долга за обучение, решает давать ей частные уроки. | |                                |              |                  |                              |
| 28 | TBA | Чаган Ырмак Доган Умит Караджа | Севги Йылмаз | 3 мая 2014       | 2,29                         |
| В пансионе Фериде объявляет, что помолвка с Кямраном расторгнута. Узнав о частных уроках, которые Фериде дает в доме Мирзаде Мурада, Кямран приходит в ярость. Новость о беременности Неджмие огорчает Сейфеттина и, чтобы избежать позора, с подачи Кямрана, он решает заключить никях между Юсуфом и Неджмие. Мюжгян признаётся Юсуфу в своих чувствах и тот наконец понимает, что его с Фериде связывает только дружба. Чтобы вернуть расположение Королька, Кямран решает выкупить особняк и для этого занимает деньги у ростовщика. Узнав о расставании Кямрана и Фериде, Азелья решает, что пришло время действовать. | |                                |              |                  |                              |
| 29 | TBA | Чаган Ырмак Доган Умит Караджа | Севги Йылмаз | 10 мая 2014      | 2,78                         |
| Напившись, Кямран оказывается соблазнённым Азельей. Бесиме поддерживает решение мужа выдать Неджмие замуж за Юсуфа, но вскоре узнаёт о его привязанности к Мюжгян. Кямран продолжает конфликтовать с Мурадом из-за уроков Фериде. Нериман требует, чтобы Фериде прекратила любое общение с Кямраном. Фериде говорит Кямрану, что выходит замуж за Мурада. | |                                |              |                  |                              |
| 30 | TBA | Чаган Ырмак Доган Умит Караджа | Севги Йылмаз | 17 мая 2014      | 2,92                         |
| Правда о ребёнке Нериман выходит наружу. Обозлённая Нериман пишет жалобу на Кямрана в министерство здравоохранения, но желаемого эффекта не получает. Сейфеттин вместе с Юсуфом отправляется в Текирдаг просить руки Мюжгян. Узнав правду об умершей сестре, Азелья меняет планы. В день свадьбы в саду Фериде встречается с Нериман и узнаёт от неё об измене Кямрана. Королёк бросает жениха и сбегает из дома. Спустя несколько лет Кямран находит Фериде и её приёмную дочь Мунисе в маленьком провинциальном городке и просит их вернуться с ним в Стамбул.                                                            | |                                |              |                  |                              |